# Xindian, Jingning
Xindian är en socken i nordvästra Kina. Den ligger i Jingning härad i Pingliang i provinsen Gansu, omkring 170 kilometer sydost om provinshuvudstaden Lanzhou. Antalet invånare är 8 296. Befolkningen består av 4 101 kvinnor och 4 195 män. Barn under 15 år utgör 18,0 %, vuxna 15-64 år 70 %, och äldre över 65 år 11,0 %.